# Gedeoni

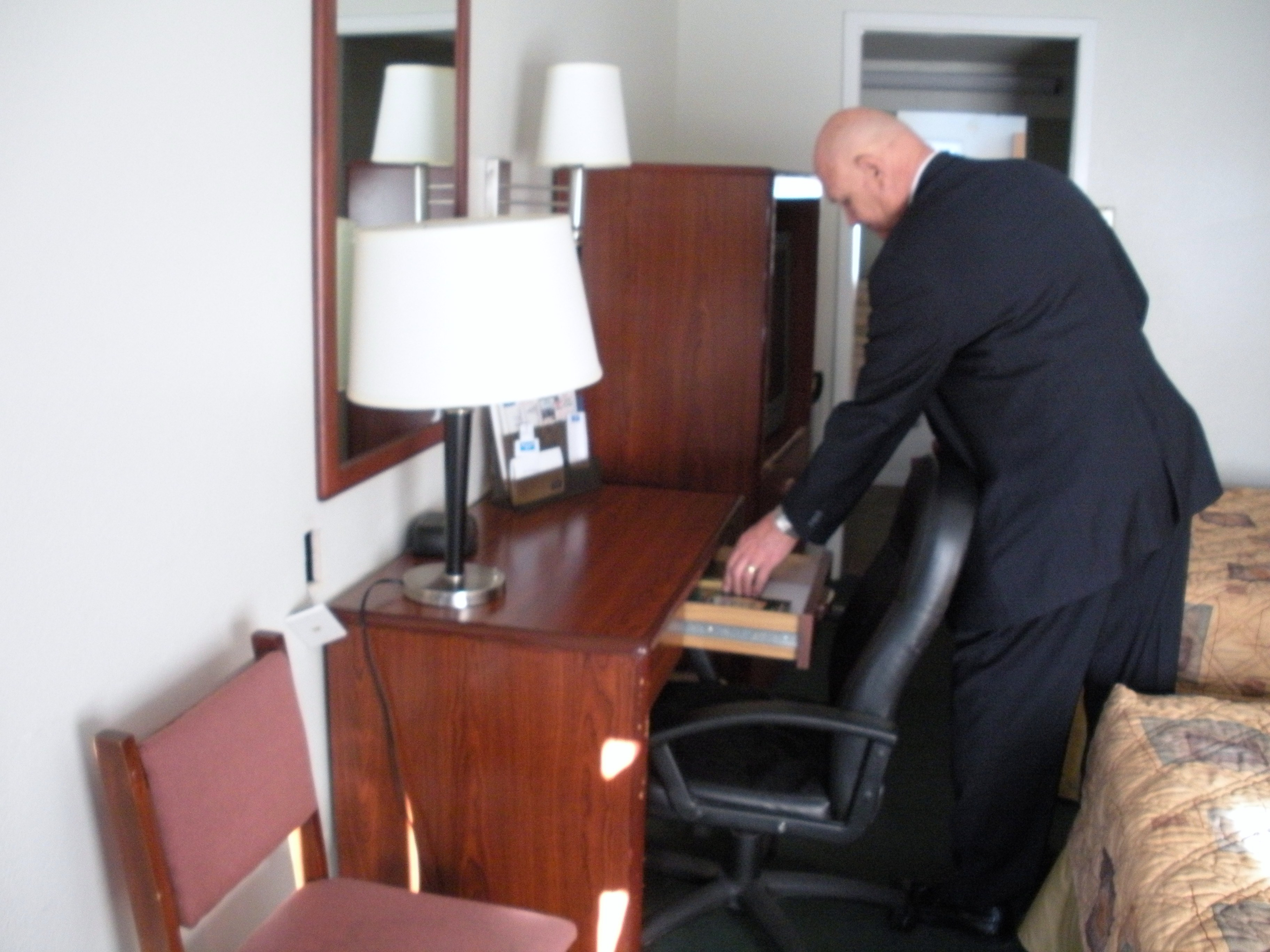
Člen Gedeonů vkládá Bibli do zásuvky v hotelovém pokoji

Gedeoni (anglicky Gideons) je označení používané pro Mezinárodní svaz Gedeonů (The Gideons International), který vznikl v roce 1899 jako sdružení křesťanských podnikatelů ve Spojených státech amerických.

## Historie
Název organizace je inspirován jménem biblického Gedeóna.
Na podzim roku 1898 se poprvé setkal John H. Nicholson z Janesville se Samuelem E. Hillem z Beloit. Dne 31. května 1899 se znovu setkali v Beaver Dam ve Wisconsinu a dohodli se na založení skupiny křesťanských obchodních cestujících. Domluvili se na dalším setkání 1. července 1899 v YMCA v Janesville ve Wisconsinu. Na setkání Johna H. Nicholsona, Samuela E. Hilla, a Willa J. Knightse zvolili Hilla prezidentem, Knightse jeho zástupcem a Nicholson se stal tajemníkem a pokladníkem nového sdružení.
V roce 2022 mělo sdružení 269 500 členů a pomocných členů. Gedeoni jsou organizováni ve více než 200 státech a územích po celém světě. K roku 2022 rozdali na dvě miliardy Biblí ve více než 95 jazycích.